# Muzeum lékařské techniky Siemens

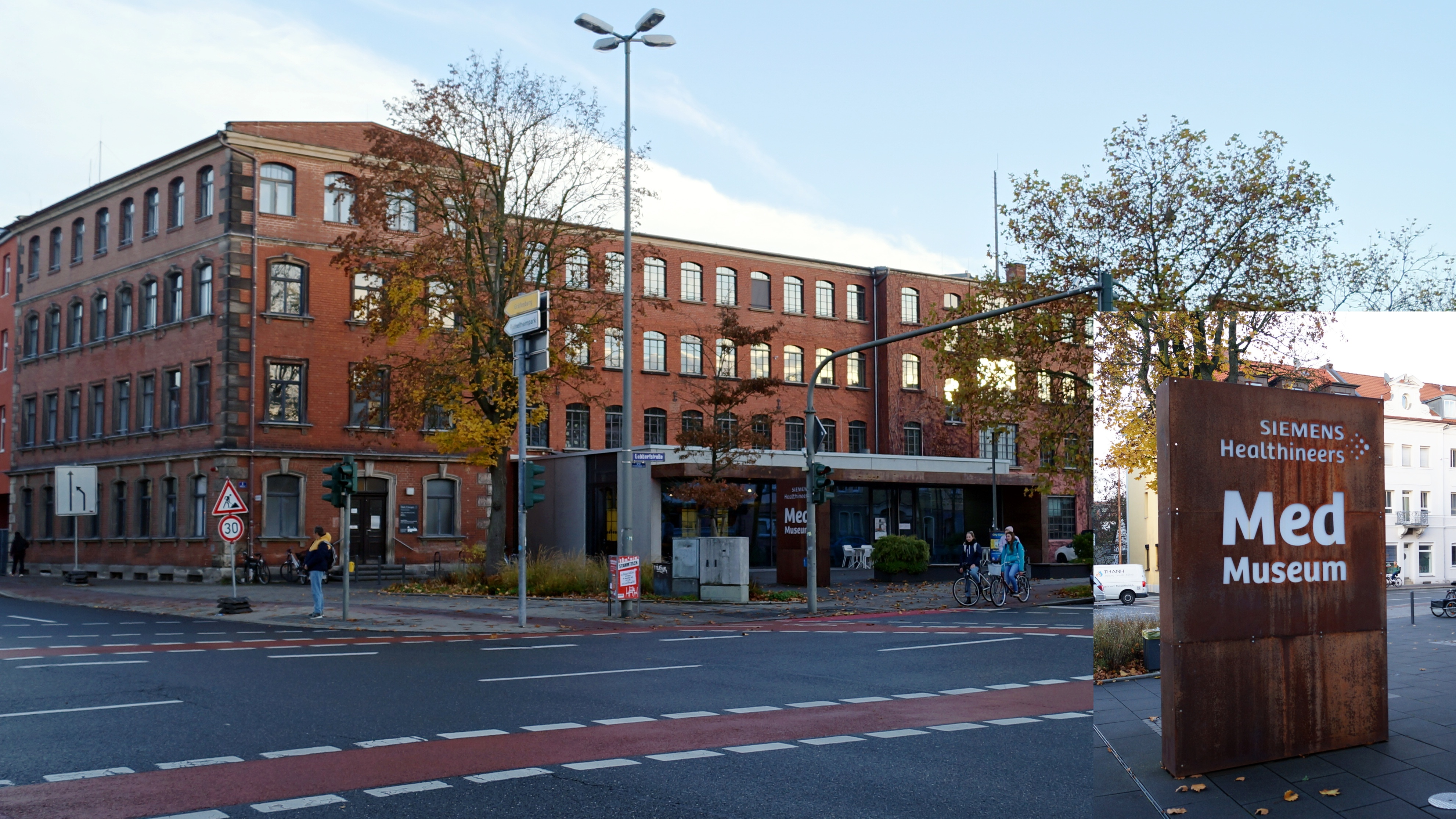
Budova muzea lékařské techniky Siemens v Erlangenu

Muzeum lékařské techniky Siemens (Siemens Healthineers MedMuseum) je umístěno v přízemí památkově chráněné budovy v Erlangenu v Bavorsku, u křižovatky ulic Gebbertstraße a Luitpoldstraße. K budově pocházející z konce 19. století byla nově připojena přístavba, která slouží jako foyer muzea. Muzeum bylo otevřeno v roce 2014 a na ploše 400 m² zachycuje vývoj lékařské techniky od poloviny 19. století do současnosti.

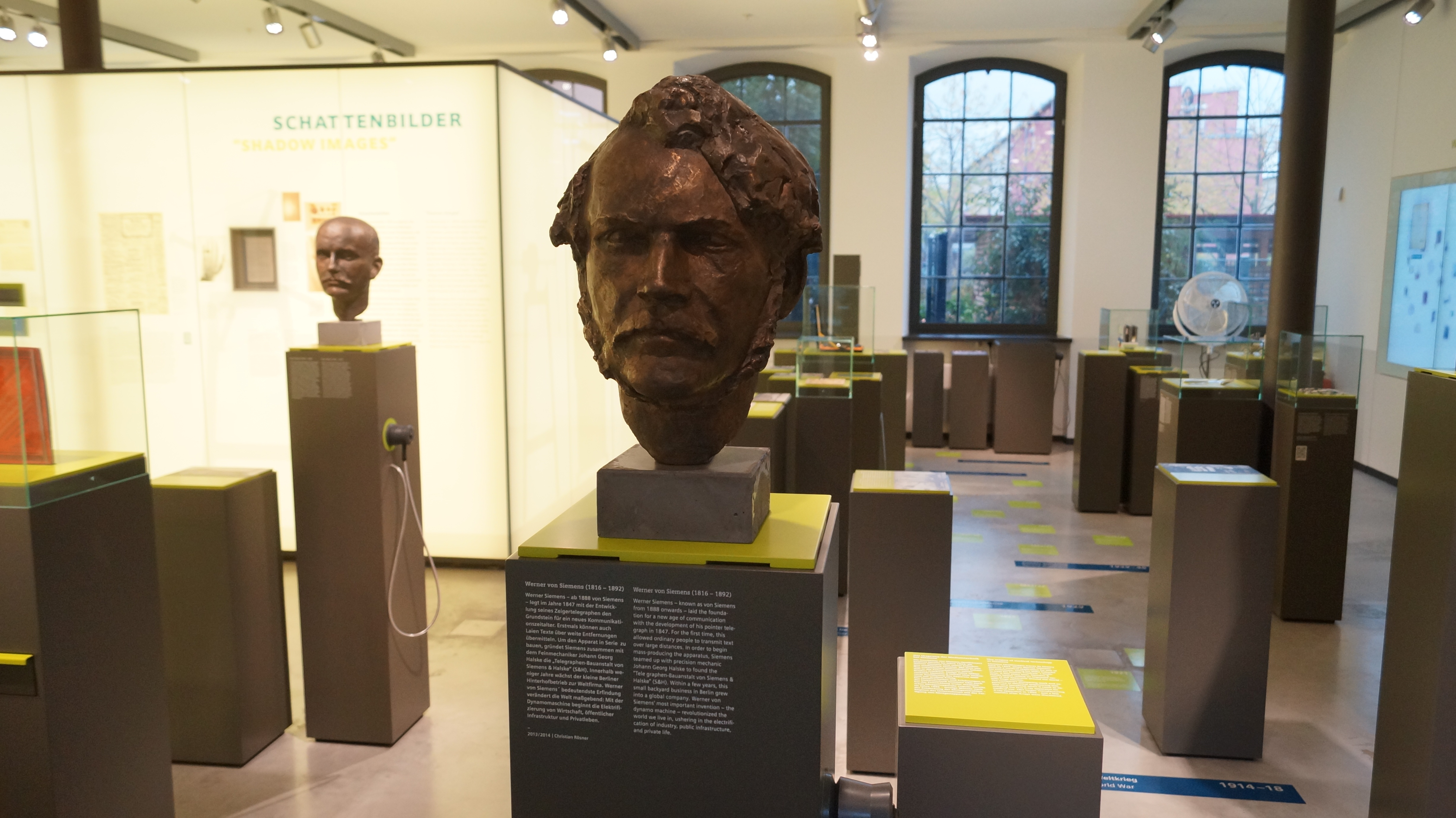
Busty (Max Gebbert, Werner von Siemens) v muzeu lékařské techniky Siemens

Muzeum ukazuje osudy německých průkopníků lékařské techniky a zejména vybrané exponáty tak, jak se postupně vyvíjely až po úroveň přelomu 20. a 21. století charakterizovanou širokým využitím elektroniky a výpočetní techniky. K oněm průkopníkům patřili vedle Wernera von Siemense (1816 – 1892) a Johanna Georga Halskeho (1814 – 1890) i další, např. Erwin Moritz Reiniger (1854 – 1909), Max Gebbert (1856 – 1907) a Karl Schall (1859 – 1925); ti vytvořili společnost Reiniger, Gebbert & Schall (RGS) zabývající se lékařskou technikou. Jejich firma pak dodávala rentgenky i W. C. Röntgenovi.

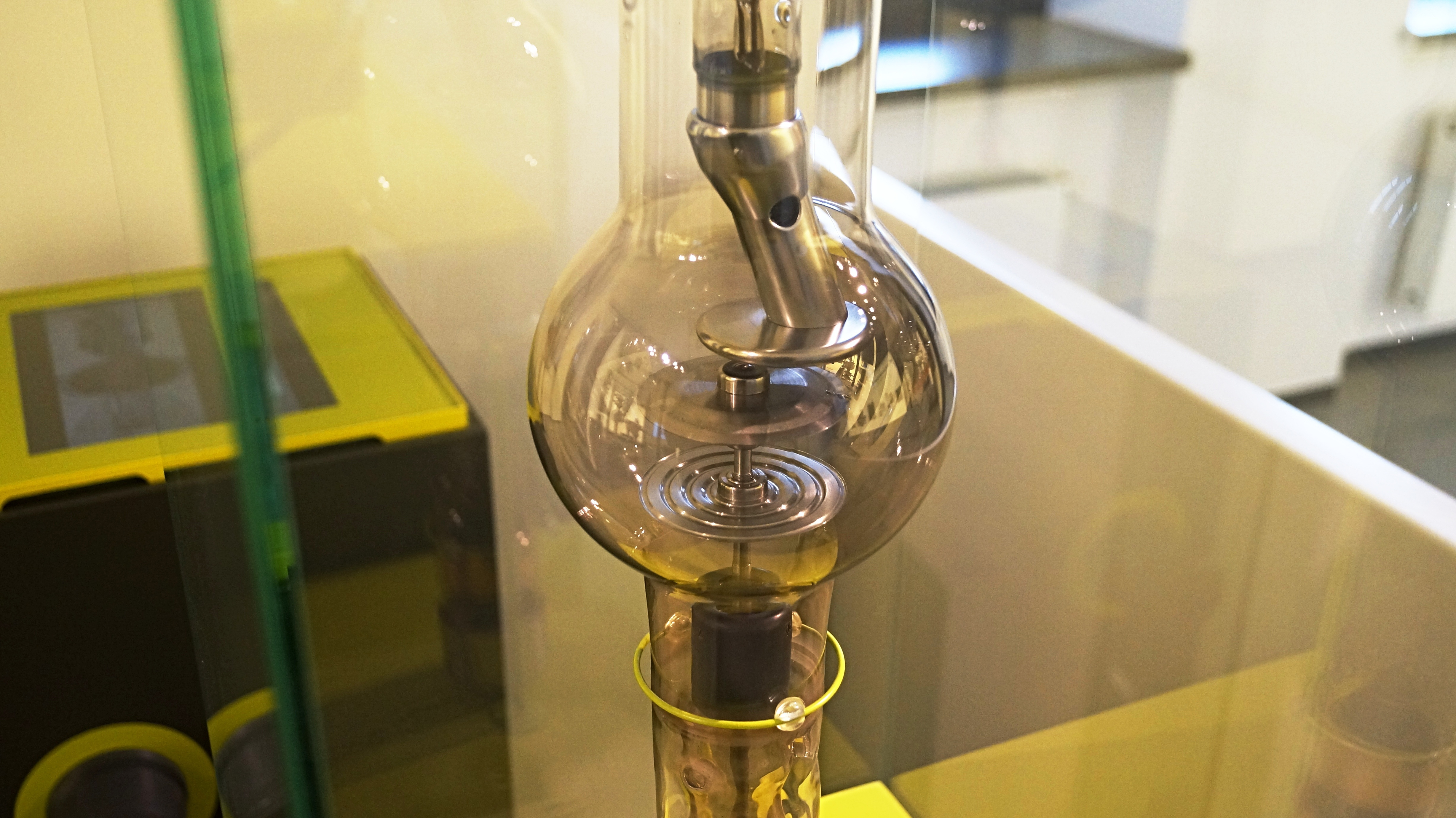
Jedna z prvních rentgenek s rotační anodou (Pantix)

Současná firma Siemens Healthineers vznikla na počátku 20. století spojením tří menších firem: Siemens & Halske, RGS a Veifa-Werke. Jednotlivé expozice v muzeu se týkají historie společnosti, rentgenové techniky, výpočetní tomografie, léčby ozařováním a nukleárního lékařství, lékařské elektroniky, audiologie a dentální techniky. Název Healthineers, který se používá od roku 2016, je složeninou dvou anglických slov Health  a engineers a má vyjadřovat dlouhou tradici a technické zkušenosti firmy ve zdravotnictví.
Historickým příkladem úspěšného lékařského výrobku firmy Siemens je mobilní rentgen. Ten vycházel z kompaktního rentgenového přístroje, který vyvinul Američan Harry F. Waite v roce 1919. Během 20. století se rentgen stal nejdůležitějším diagnostickým nástrojem pro odhalování tuberkulózy a nahradil tak dřívější diagnostiku omezenou na poslech a poklep pacienta.

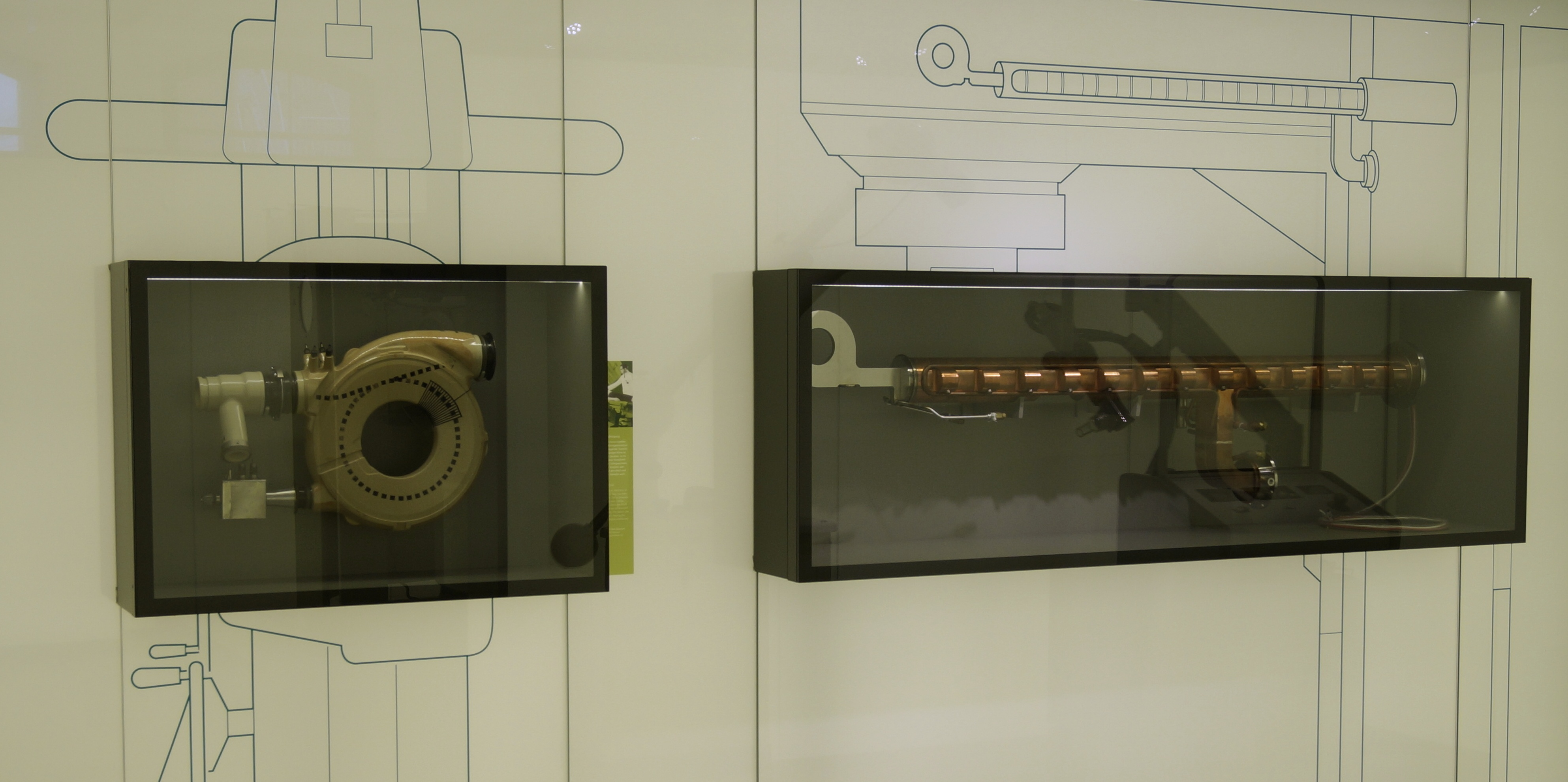
Cyklický urychlovač (betatron) a lineární urychlovač - exponáty v muzeu lékařské techniky Siemens

Potom, co se ukázalo, že rentgenové záření je také biologicky aktivní, začalo se využívat i k terapeutickým účelům, a to zejména při likvidaci zhoubných nádorů. Proto vyvíjela firma Siemens po 2. světové válce také urychlovače elektronů – kruhové (betatron) i lineární. Takové přístroje urychlují elektrony na energie výrazně vyšší než rentgenky, a stávají se tak zdrojem tvrdého rentgenového záření vhodného pro terapii nádorů. Touto oblastí lékařské techniky se nyní zabývá firma Varian v USA, která se stala součástí společnosti Siemens Healthineers.

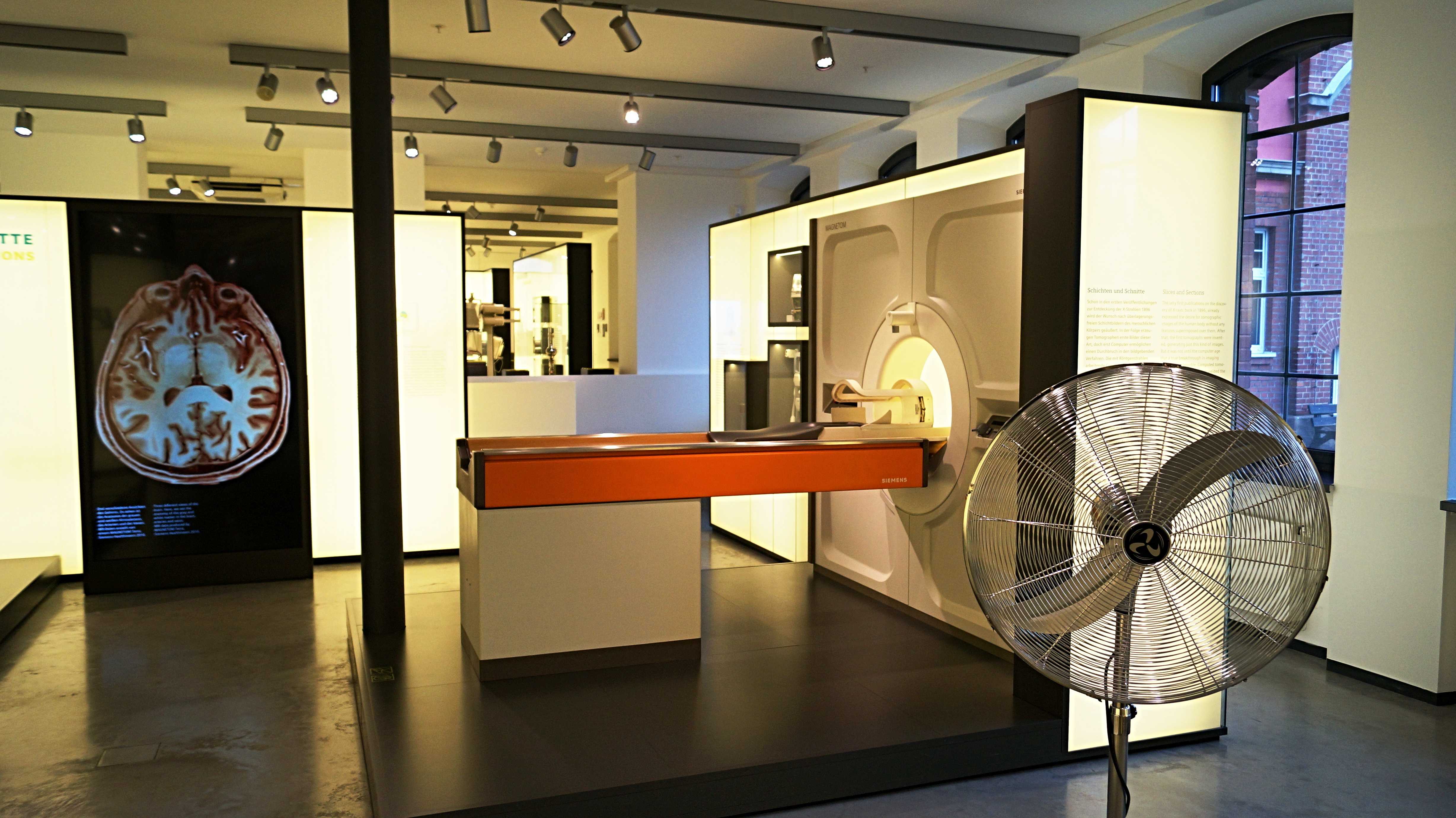
Část expozice Vrstvy a řezy

Pro využívání radioterapie hrál důležitou roli rozvoj výpočetní tomografie (CT, MRI) v 70. letech 20. století. Ta umožňuje zobrazit polohu a rozsah nádoru a je nyní novým standardem radioterapie řízené obrazem. V roce 1983 instalovala firma Siemens pod názvem Magnetom jako první na světě komerční tomograf magnetické rezonance (MRI) pro klinické použití. To v muzeu popisuje sekce nazvaná Řezy a vrstvy, která je věnována oběma typům výpočetních tomografů: rentgenovému tomografu (CT – Computed Tomography) i tomografu založenému na magnetické rezonanci (MRI - Magnetic Resonance Imaging).
Postupnou miniaturizaci některých životně důležitých lékařských zařízení lze demonstrovat na historii kardiostimulátoru. Zatímco první kardiostimulátor z roku 1952 před sebou musel pacient tlačit na vozíku, o 5 let později se kardiostimulátor již mohl nosit jako náhrdelník na krku a ve Švédsku probíhal vývoj prvního implantovatelného kardiostimulátoru. Po dalších 65 letech se hmotnost konvenčních kardiostimulátorů pohybuje kolem 27 g, existují však i miniaturní kardiostimulátory o hmotnosti jednotek g.      
Dalšími exponáty tohoto muzea jsou např. ultrazvukové zobrazování (přístrojem Vidoson bylo možné v roce 1965 pozorovat pohyby ve vyšetřovaných orgánech), vývoj elektrických sluchadel Siemens, první německá elektrická zubní vrtačka (1911) a laboratorní diagnostika. 